# ピエトロ・ブラッチ

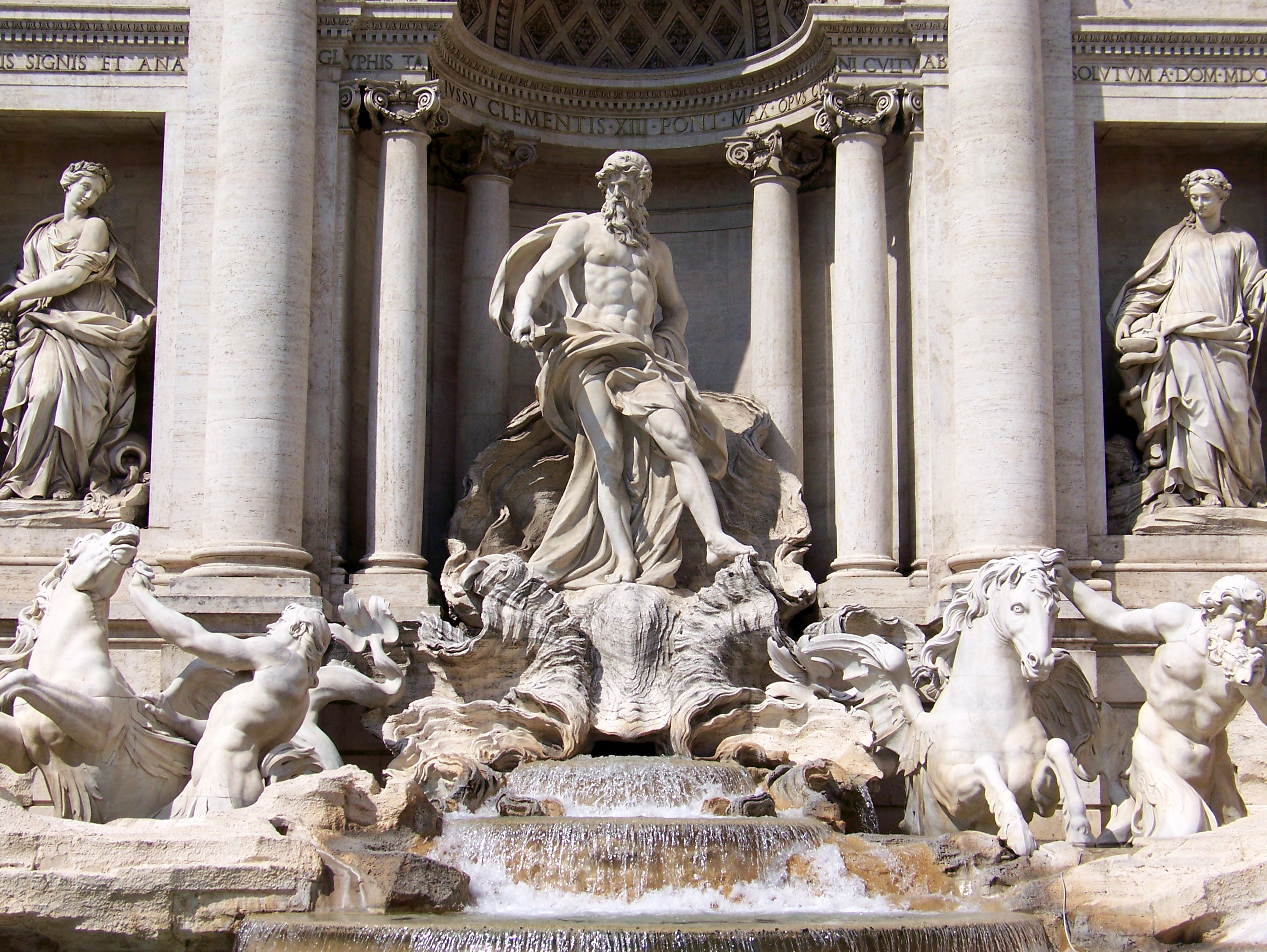
トレヴィの泉のオーケアノスの像

ピエトロ・ブラッチ（Pietro Bracci、1700年6月16日 - 1773年2月13日）は、イタリアの彫刻家である。ローマの「トレヴィの泉」のオーケアノスの像を制作したことが最も有名である。

## 略歴
ローマで生まれた。ローマで画家のジュゼッペ・バルトロメオ・チアリと彫刻家のカミーロ・ルスコーニ（Camillo Rusconi: 1658-1728）の学生になった。1734年にローマ教皇ベネディクトゥス13世のサンタ・マリア・ソプラ・ミネルヴァ教会の墓標（モニュメント）を制作した。この墓標は建築家のカルロ・マルキオンニ（Carlo Marchionni: 1702-1786）が設計した。1763年からベネディクトゥス14世のサン・ピエトロ大聖堂の墓標も、弟子のガスパーレ・シビリア（Gaspare Sibilia）とともに完成させた。イングランド・スコットランドの王位請求者、ジェームズ・フランシス・エドワード・ステュアートの妃、マリア・クレメンティナ・ソビエスカのサン・ピエトロ大聖堂の墓標も1742年に制作した。
最もよく知られたブラッチの作品は、ローマのトレヴィの泉の装飾彫刻におけるオーケアノスの像の制作などである。トレヴィの泉はクレメンス12世によって製作が命じられ、ニコラ・サルヴィ（Nicola Salvi: 1697-1751）の設計が選ばれた。オケアノスの像も当初、ジョバンニ・バッティスタ・マイニ（Giovanni Battista Maini: 1690–1752）が担当した。ブラッチは、亡くなったマイニやサルヴィの仕事を引き継ぎ、1862年に完成させた。
1756年にローマの美術アカデミー、アカデミア・ディ・サン・ルカの1年任期の会長も務めた。
1773年にローマで亡くなった。息子のヴィルジニオ・ブラッチ（Virginio Bracci: 1738-1815）は建築家、彫刻家になった。孫のファウスティナ・ブラッチ・アーメリーニ（Faustina Bracci Armellini: 1785–1857）はパステル画家になった。

## 作品

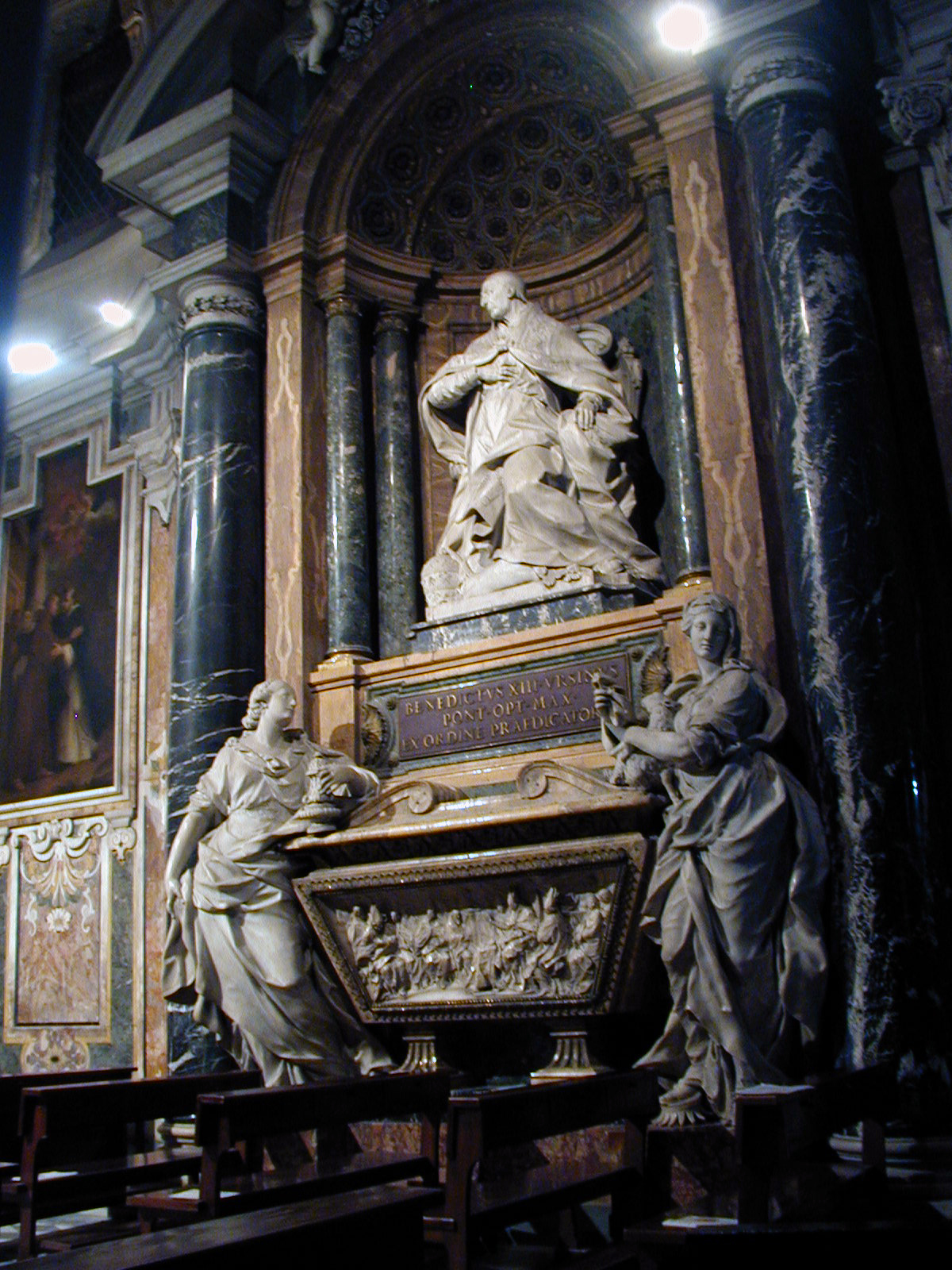
サンタ・マリア・ソプラ・ミネルヴァ教会のベネディクトゥス13世のモニュメント
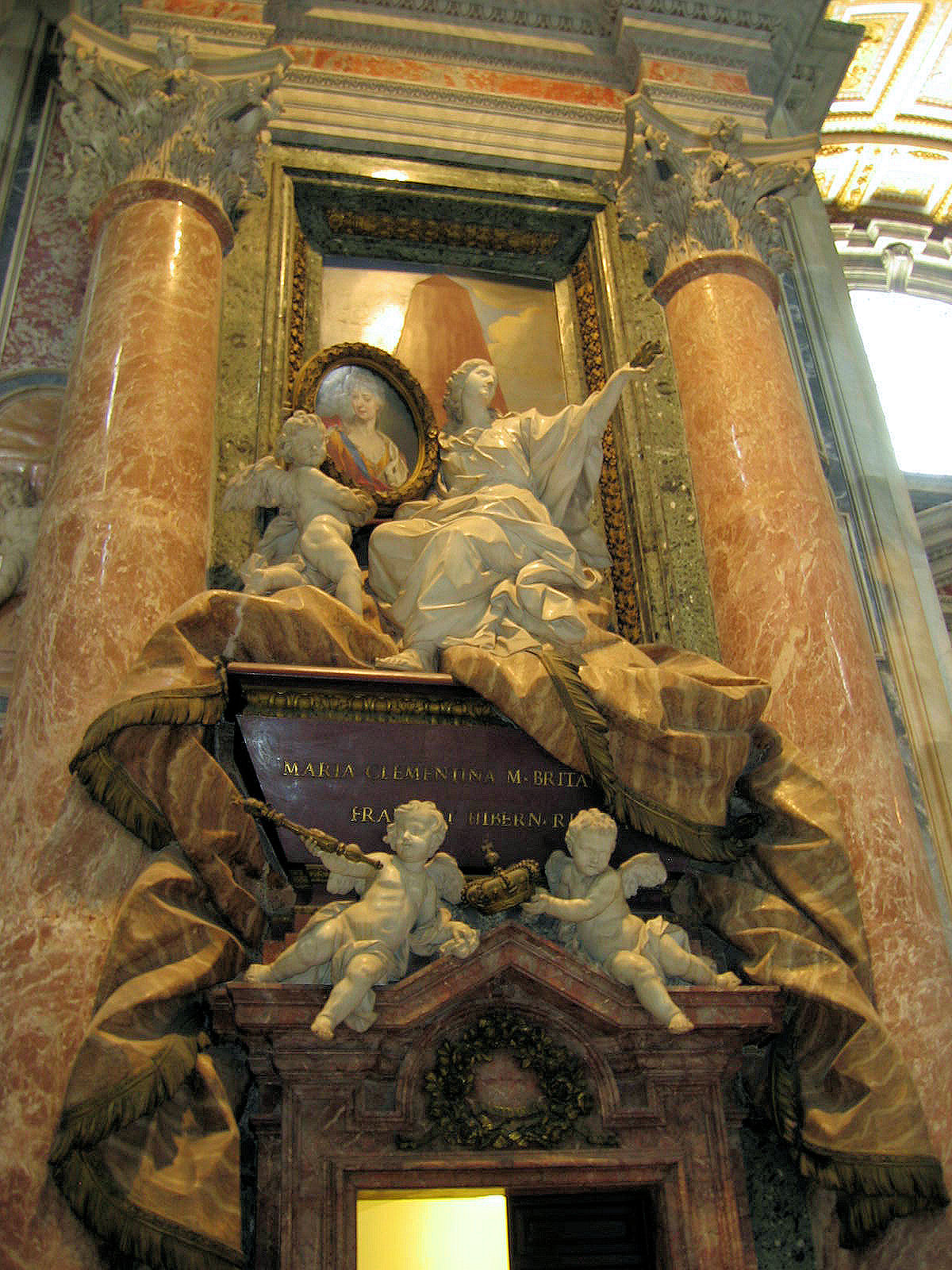
マリア・クレメンティナ・ソビエスカのモニュメント
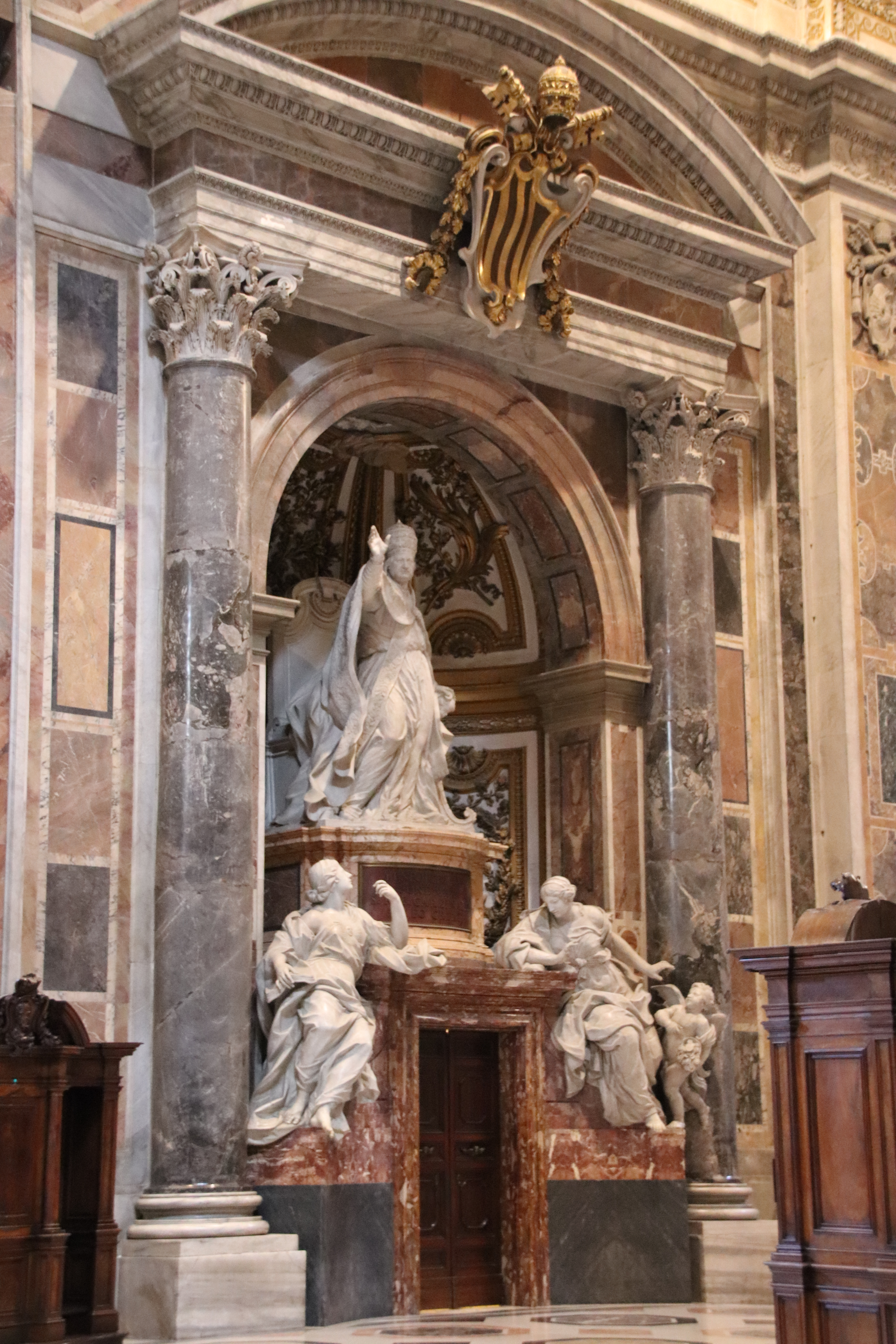
ベネディクトゥス14世のモニュメント